# Abreus
Abreus là một đô thị và thành phố ở tỉnh Cienfuegos của Cuba.
Đô thị này được chia thành các phường (barrio) Abreus.
Năm thành lập là 1840.

## Thông tin nhân khẩu
Năm 2004, đô thị Abreus có dân số 30.330 người. Diện tích là 564 km² (217,8 mi²), với mật độ dân số là 53,8người/km² (139,3người/sq mi).